# Bibliothèque nationale Pahlavi
La Bibliothèque nationale Pahlavi était un projet de bibliothèque nationale iranienne initié en 1972, dont la réalisation fut stoppée en 1978, à la veille de la Révolution iranienne, alors qu'un modèle allemand avait été d'ores et déjà sélectionné au terme d'un concours international d'architecture, dont le jugement s'est déroulé entre le 20 février et le 2 mars 1978.